# Sivatagi kalandok (film, 1982)
A Sivatagi kalandok vagy Sivatagi paradicsom (eredeti cím: Paradise) 1982-ben bemutatott kanadai romantikus kalandfilm, amelynek rendezője és forgatókönyvírója Stuart Gillard, producerei Robert Lantos és Stephen J. Roth. A főbb szerepekben Willie Aames, Phoebe Cates és Tuvia Tavi látható. 
Az Embassy Pictures gyártásában készült és a New World Pictures forgalmazásában jelent meg. Kanadában 1982. május 7-én mutatták be a mozikban. Magyarországon 1992. január 30-án az MTV1 sugározta a televízióban, majd később az RTL Klub is műsorra tűzte, új magyar szinkronnal.

## Szereplők
| Szerep      | Színész         | Magyar hang        | Magyar hang        |
| Szerep      | Színész         | 1. szinkron (1991) | 2. szinkron (2002) |
| ----------- | --------------- | ------------------ | ------------------ |
| David       | Willie Aames    | Weil Róbert        | Csőre Gábor        |
| Sarah       | Phoebe Cates    | Tóth Auguszta      | Roatis Andrea      |
| Geoffrey    | Richard Curnock | Simon György       | N/A                |
| Rachel      | Aviva Marks     | Bessenyei Emma     | N/A                |
| Tiszteletes | Neil Vipond     | Kenderesi Tibor    | N/A                |
| Sakál       | Tuvia Tavi      | Gergely Róbert     | N/A                |